# Degerschlacht

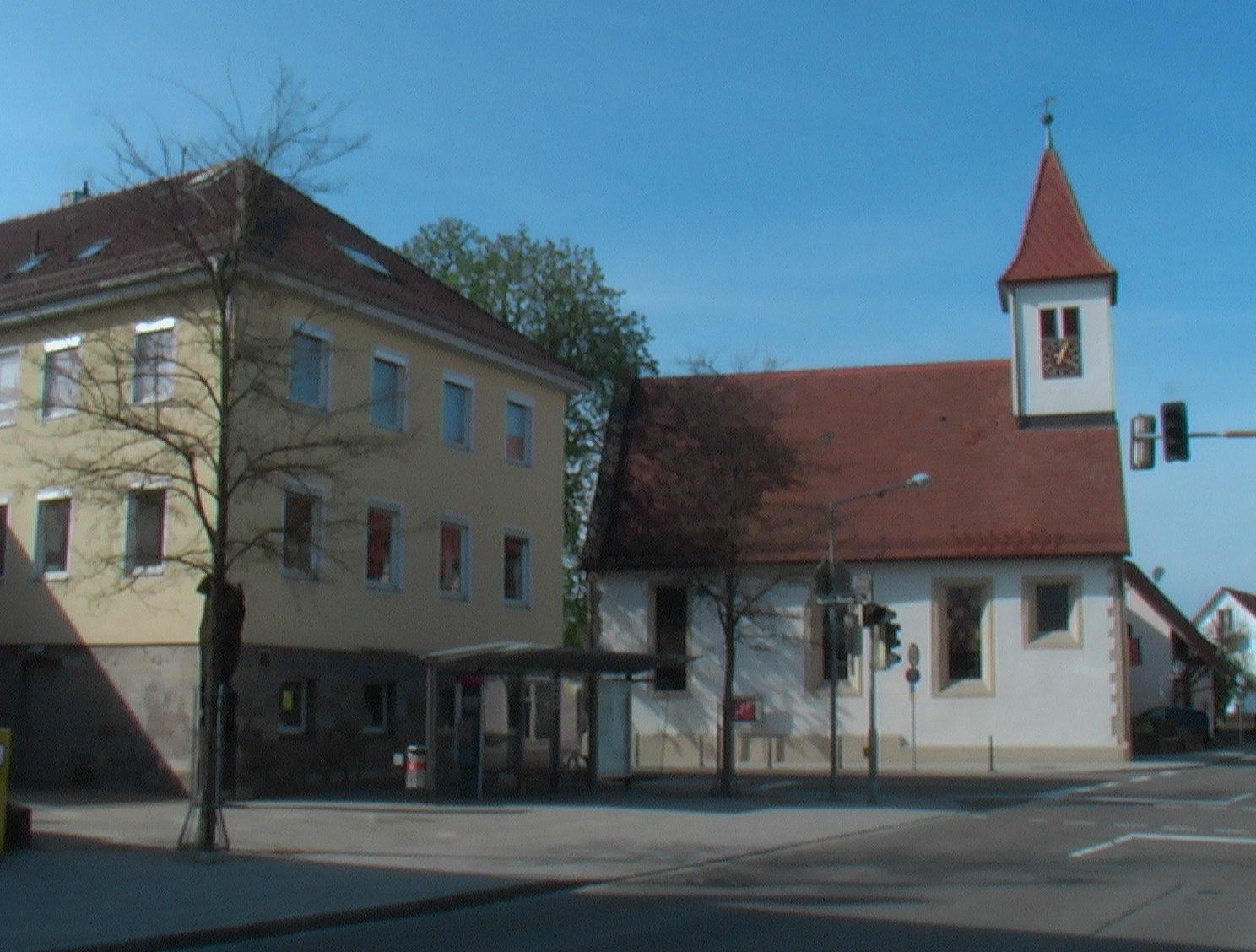
Rathaus und Petrus-Kirche in der Ortsmitte von Degerschlacht

Degerschlacht ist ein Stadtteil von Reutlingen im Landkreis Reutlingen in Baden-Württemberg. Bezirksbürgermeisterin ist Ute Dunkl.

## Geographie
Degerschlacht liegt etwa vier Kilometer nördlich der Reutlinger Kernstadt, auf der Liashochflache zwischen Echaz- und Neckartal. Der Ort grenzt im Norden an den Stadtteil Sickenhausen, im Nordosten an Rommelsbach, im Süden an Betzingen, im Westen an die Gemeinde Wannweil und im Nordwesten an die Gemeinde Kirchentellinsfurt (Landkreis Tübingen).

## Geschichte

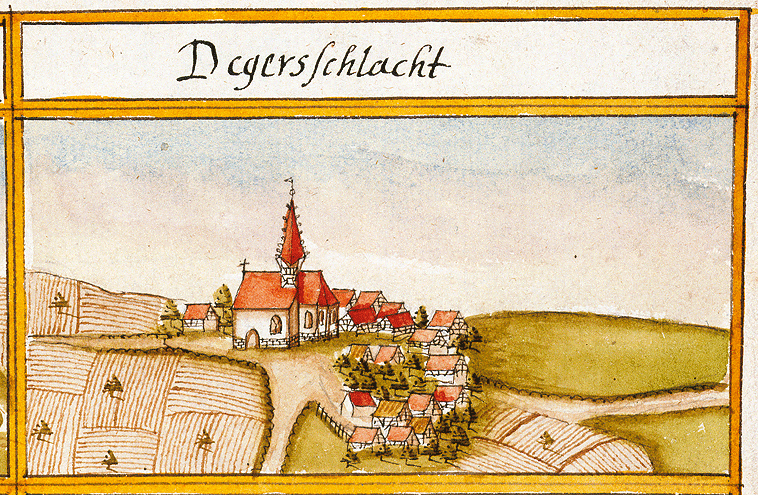
Degerschlacht 1683

Im Jahr 1092 wurde der Ort als „Tegirslath“ (Personenname?, slath = Waldschlag?) erstmals urkundlich erwähnt. Der Ort gehörte ursprünglich zur Grafschaft Achalm und kam mit Altenburg, Rommelsbach und Sickenhausen von dem Reutlinger Patrizier Hans Teufel 1444 an Württemberg, nach weiteren Verkäufen zum Amt bzw. späteren Oberamt Tübingen und 1938 zum Landkreis Reutlingen.
Im Ort kam es im Zweiten Weltkrieg, im Gegensatz zur Reutlinger Kernstadt und den anderen Vororten, zu keinerlei Gebäudeschäden.
Am 1. Januar 1972 erfolgte die Eingemeindung in die Stadt Reutlingen.

## Wappen
Blasonierung: „Über goldenem Schildfuß, darin eine liegende schwarze Hirschstange, in Blau eine silberne Egge.“

## Ortschaftsrat
Bei der Wahl zum Ortschaftsrat ergab sich folgende Sitzverteilung:
|                                 | 2004 | 2009 | 2014 |
| ------------------------------- | ---- | ---- | ---- |
| Unabhängige Liste Degerschlacht | 7    | 7    | 6    |
| WIR für Degerschlacht           | 4    | 4    | 5    |

Siehe auch: Ergebnisse der Kommunalwahlen in Reutlingen

## Evangelische Kirchengemeinde Degerschlacht
Die Kirchengemeinde Degerschlacht (ca. 2300 Mitglieder) umfasst den Stadtteil Degerschlacht der Stadt Reutlingen.
Die Gemeinde war ursprünglich Filial der Sankt Peterskirche in den Weiden zu Reutlingen. 1679 erwarb Württemberg das Patronatsrecht über die Kaplanei und errichtete dann eine evangelische Pfarrei für Degerschlacht und Sickenhausen. Die ursprünglich gotische, dem Heiligen Petrus geweihte Pfarrkirche wurde 1681 völlig verändert und im 18. und 19. Jahrhundert nochmals umgebaut.
Bis 1939 gehörte die Kirchengemeinde Degerschlacht zum Kirchenbezirk Tübingen. Mit Wirkung vom 1. April 1939 wurde sie in den Kirchenbezirk Reutlingen umgegliedert.

Friedhof Degerschlacht
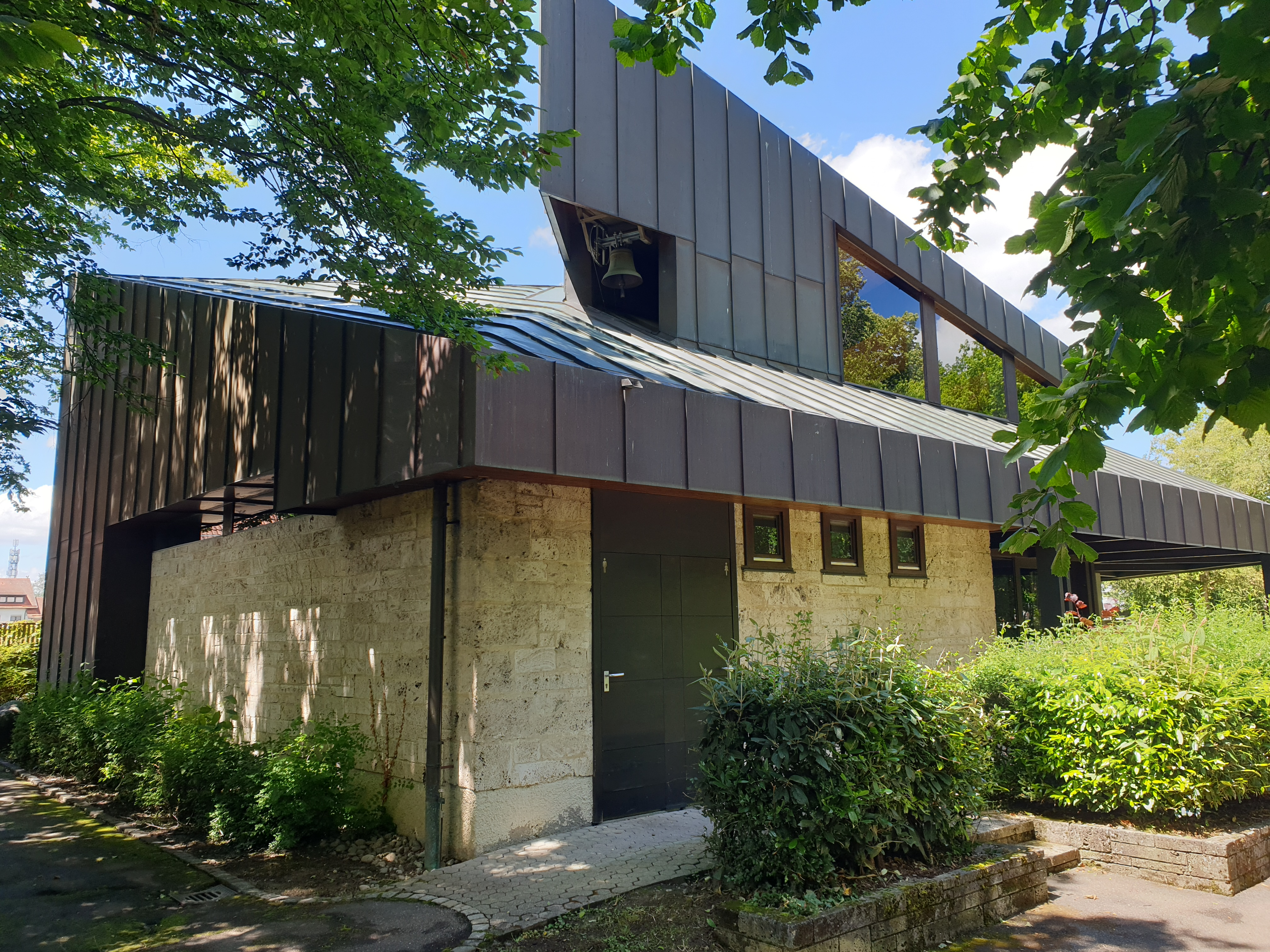
Aussegnungshalle (2024)
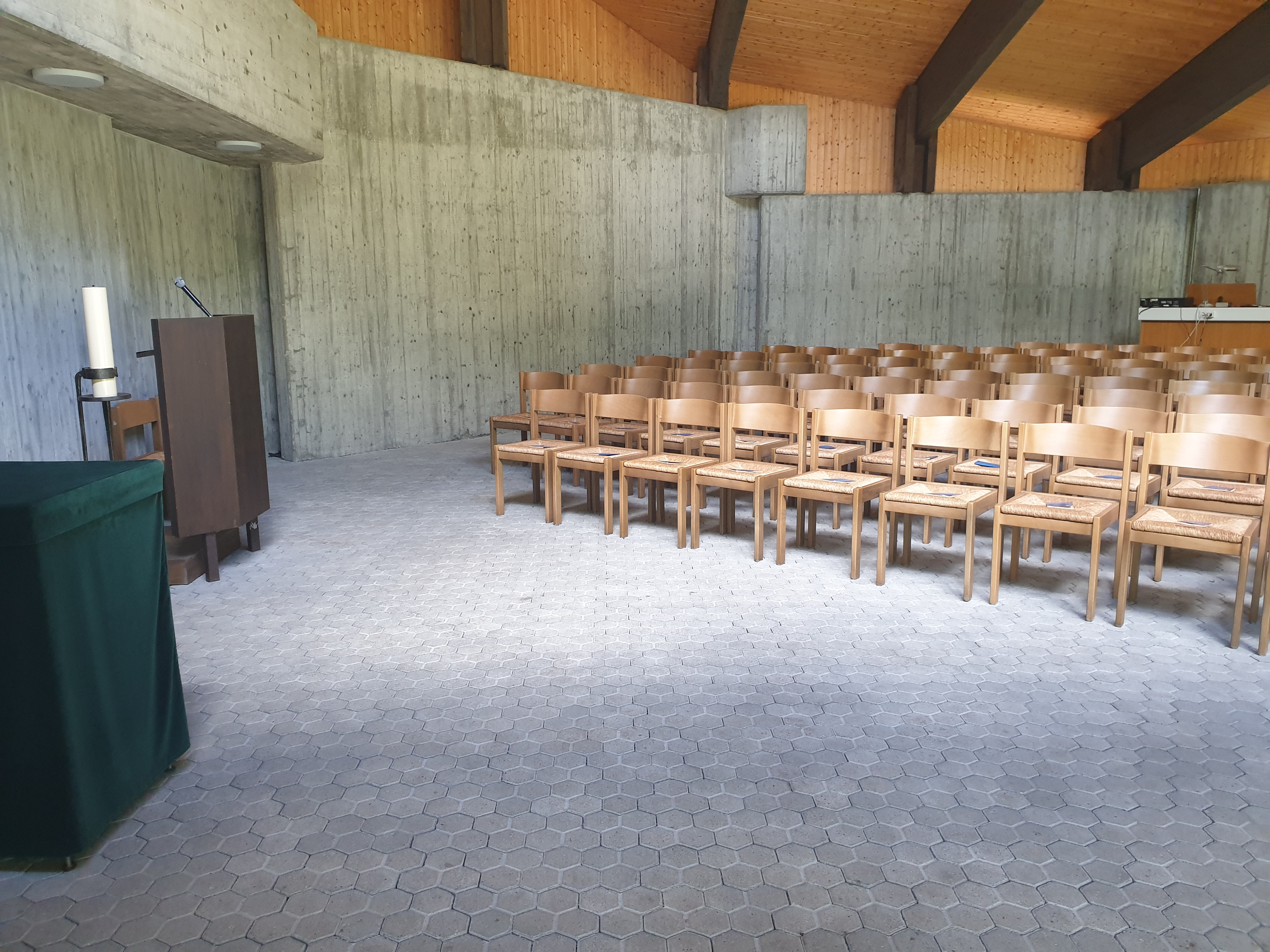
Inneres der Aussegnungshalle (2024)
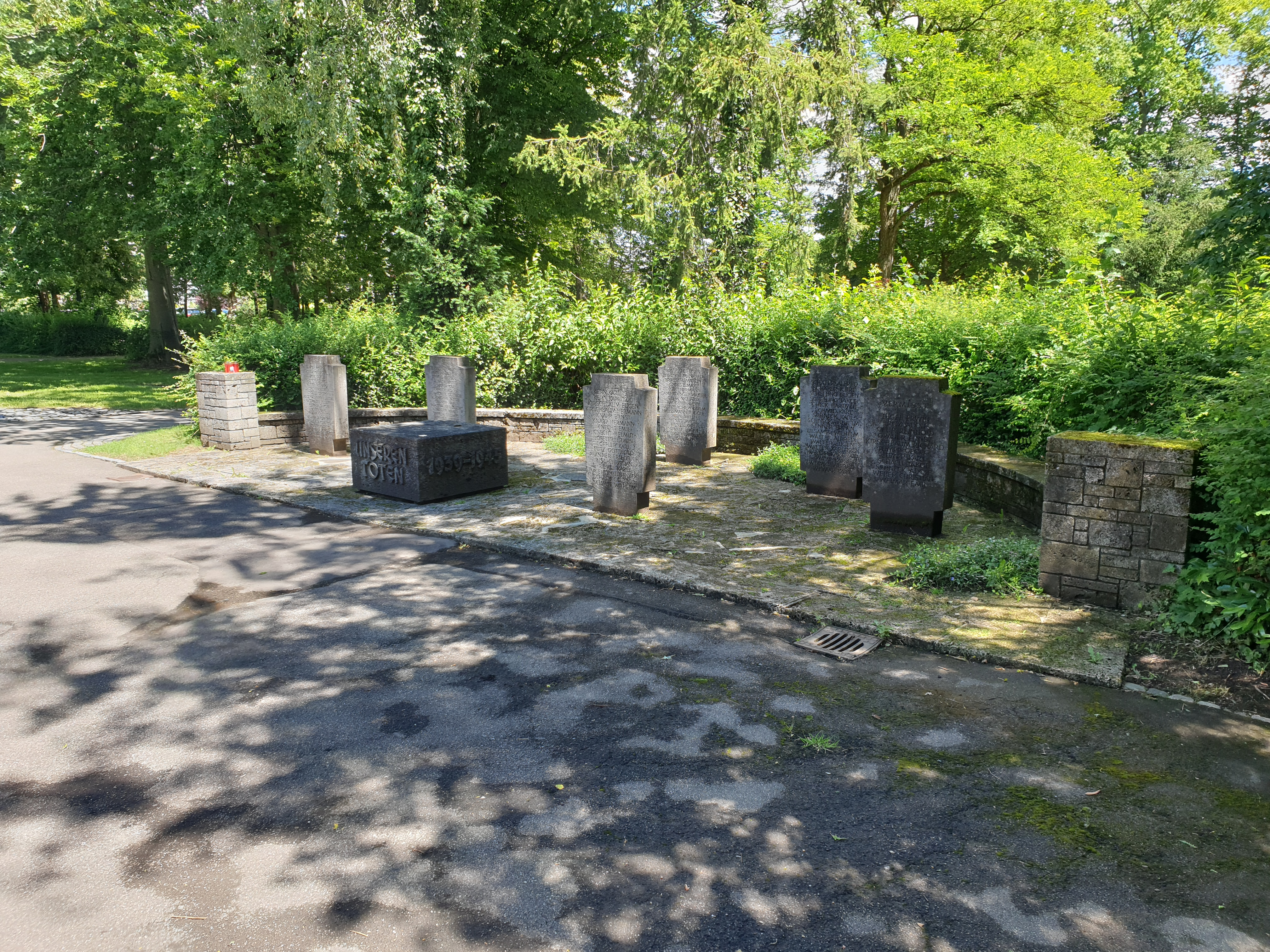
Ehrenmal (2024)

## Sonstiges
- Die Auchtertschule in Degerschlacht ist eine Grundschule.
- Im Ort gibt es zwei Kindergärten.
- Neben der evangelischen Petrus-Kirche gab es bis 2016 eine neuapostolische Kirche.[6]

## Persönlichkeiten
- Karl Christian Eberhard Ehmann (1808–1879), in Degerschlacht geborener lutherischer Pfarrer
- Johann Wilhelm Ehmann (1817–1885), Oberamtmann